# Защита Бенони
Защита Бенони — дебют, имеющий две характерные системы. Первая система, защита Модерн-Бенони, начинается ходами: 

1. d2-d4 Kg8-f6 

2. c2-c4 c7-c5 

3. d4-d5
Вторая, классическая защита Бенони:
1. d2-d4 c7-c5
Относится к полузакрытым началам.
Различают т. н. Модерн-Бенони (когда чёрные разменивают пешку е на белую с и строят свою игру преимущественно на ферзевом фланге. Современная схема, более острая и более популярная) и закрытые схемы (когда чёрные запирают центр пешками e5-d6-с5 и ловят момент, чтобы вскрыть игру на одном из флангов, либо на королевском посредством f5, либо на ферзевом — в зависимости от рокировки белых).
Модерн-Бенони является одной из самых острых защит в шахматах и ведёт к чрезвычайно сложной тактической игре. Белые имеют перевес в центре, чёрные инициативу на ферзевом фланге.
Защита Бенони была одной из любимых защит Михаила Таля. Среди современных шахматистов высокого уровня эта защита в арсенале у Вугара Гашимова, а также у Веселина Топалова и Василия Иванчука.

## Варианты

### Модерн-Бенони
3. d5 e6 4. Kc3 ed 5. cd d6

#### План пешечного наступления в центре
6. е4 g6
- 7. Cd3
- 7. f4 Cg7
  - 8. e5 — вариант Микенаса
  - 8. Cb5+ — вариант Тайманова
  - 8. Kf3

#### План фигурного давления в центре
6. Kf3 g6
- 7. Kd2 — «пируэт Нимцовича»
- 7. g3
- 7. Сf4
- 7. Cg5 или 7. e4 Сg7 8. Сg5
- 7. e4 Cg7 8. Ce2 — система Глигорича
- Варианты с ранним развитием слона на f4
- Варианты с ранним развитием слона на g5

### Классический Бенони

#### Системы без хода с2-с4
1.d4 c5 2. d5
- 2. …e5 3. e4 d6 4. Кс3 — самый частый ответ белых в этом варианте.
- 2. …e6 3. e4
- 2. …d6 3. e4 Kf6 4. Kc3 g6

#### Системы с ходом с2-с4
1. d4 Kf6 2. c4 c5 3. d5
- 3. …e5 4.Kc3 d6 5. e4
- 3. …d6 4. Kc3 g6